# Альдо Кантарутті
Альдо Кантарутті (італ. Aldo Cantarutti, нар. 17 січня 1958, Манцано) — італійський футболіст, що грав на позиції нападника. По завершенні ігрової кар'єри — спортивний функціонер.
Виступав, зокрема, за клуби «Катанія» та «Аталанта», а також другу збірну Італії.

## Клубна кар'єра
Народився 17 січня 1958 року в місті Манцано. Вихованець футбольної школи клубу «Торіно». 10 квітня 1977 року дебютував з командою в Серії А в матчі проти «Катандзаро» (3:1). Втім цей матч так і залишився єдиним і надалі він виступав в оренді за клуби «Монца» і «Лаціо». Згодом з 1979 по 1981 рік грав у складі команди «Піза».
Своєю грою за останню команду привернув увагу представників тренерського штабу клубу «Катанія», до складу якого приєднався 1981 року. Відіграв за сицилійський клуб наступні три сезони своєї ігрової кар'єри. Більшість часу, проведеного у складі «Катанії», був основним гравцем атакувальної ланки команди.
Протягом 1984—1985 років захищав кольори клубу «Асколі», після чого уклав контракт з «Аталантою», у складі якої провів наступні три роки своєї кар'єри гравця.
1988 року захищав кольори клубу «Брешія», а завершив ігрову кар'єру у команді «Віченца», за яку виступав протягом 1988—1990 років.

## Виступи за збірні
1977 року дебютував у складі юнацької збірної Італії (U-20), у її складі був учасником тогорічного молодіжного чемпіонату світу і загалом на юнацькому рівні взяв участь у 3 іграх.
1979 року залучався до складу молодіжної збірної Італії. На молодіжному рівні зіграв в одному офіційному матчі. Також захищав кольори другої збірної Італії.